# كنوت راسموسن
كنوت راسموسن (بالنرويجية البوكمول: Knut Rasmussen)‏ هو طبيب نرويجي، ولد في 27 يوليو 1938.